# Šumska koraljuša
Šumska koraljuša (lat. Corallorhiza trifida), vrsta orhideje iz roda koraljuša rasprostranjene po velikim drijelovima Euroazije i Sjeverne Amerike. To je holomikotrofni rizomatozni geofit i prvenstveno raste u umjerenom biomu.

## Opis
Corallorhiza trifida je mala i vrlo diskretna biljka. Ne nosi zeleno lišće, već nekoliko ljuskica koje prekrivaju stabljiku. Cvjetovi su mali s usnom na kojoj se vidi crvena makula i noseći jastučići. Njegova mala veličina i nedostatak razvijenog klorofilnog dijela otežavaju pronalaženje. Međutim, može se vidjeti cvjetna stabljika koja izrasta iz mahovine u planinskim šumama.
Cvate od svibnja do srpnja.
- C. trifida, cijela biljka
- C. trifida
- C. trifida, plodovi
- C. trifida

## Sinonimi
Postoje mnogob rojni sinonimi.